# Masato Funaki
Masato Funaki (船木 真人?, Funaki Masato; Tokyo, 23 gennaio 1974) è un doppiatore giapponese.
Ha lavorato alla Production Baobab.

## Ruoli

### Animazione televisiva
- Atomic Betty (X-5)
- Bleach (Gantenbainne Mosqueda)
- Clannad (Studenti giovani)
- Fafner in the Azure (Soldato)
- Karin (Cliente)
- Naruto (Iwashi Tatami)
- Sisters of Wellber (Ramon)

### OVA
- Dai Mahō Tōge (Pipirupi)

### Videogiochi
- Crash Tag Team Racing (Willie Wumpa Cheeks)
- Crysis (Aztec, militari, scienziati)
- Final Fantasy VII Rebirth (Barret Wallace)
- Red Ninja: End of Honor (voce addizionale)
- Resident Evil: Operation Raccoon City (Shona)
- Routes (Takamura, Minamoto no Yoritomo)
- Tokyo Mirage Sessions ♯FE (Macellan)

### Doppiaggio
- Senza traccia (Manager, cameriere, altro)